# Caninus
Caninus (произносится кейнайнас) — американская дэтграйнд-группа, сформированная как сайд-проект гитариста группы Most Precious Blood Джастина Брэннана. Коллектив известен тем, что вокальные партии в ней исполняли две самки питбультерьера. С 2011 года музыкальная деятельность коллектива приостановлена.

## История
По данным официального сайта музыкальный коллектив начал зарождаться в 1992 году под влиянием таких групп, как Terrorizer, Death of Napalm, Cannibal Corpse, Sorcery, Incantation и Malevolant Creation. Однако свой собственный стиль музыканты нашли в 2001 году после нескольких смен состава.
Примерно в это же время участники коллектива спасли из приюта двух самок породы питбультерьер, готовящихся к эвтаназии. Музыканты решили, что в отличие от остальных коллективов жанра, которые пытаются подражать животным, используя гроулинг и подобные техники вокала, будут использовать настоящий собачий лай. По мнению участников, это было очень действенно, и звуки, издаваемые собаками, действительно были куда мощнее и ярче человеческой техники экстремального вокала.
Партии записывались следующим образом: музыканты дрессировали собак и обучали их стандартным командам («сидеть», «лежать», «перевернись» и т. д.), и в процессе обучения и игр записывались звуки и рык. Существовали даже некоторые слухи о концертной деятельности и выступлениях вживую, однако один из участников после приостановки проекта сказал, что «это должно быть сюрпризом».
Впоследствии коллектив поддержали некоторые знаменитости, такие как Сьюзан Сарандон и Andrew W.K.. Также в 2008 году несколько барабанных партий для коллектива записал Ричард Кристи.
В 2011 году у одной из питбультерьеров, Бэзил, развилась опухоль мозга, в связи с чем было принято решение об её усыплении. Деятельность коллектива из-за этого прекратилась, однако, со слов одного из музыкантов, технически группа до сих существует и готовит к выходу альбом памяти умершей собаки, но работа идёт крайне медленно из-за артрита Баджи.

## Идеология коллектива
Все человеческие участники Caninus — строгие веганы, выступающие за права животных и этичное обращение к ним. Сами участники не раз подчёркивали своё мнение насчёт того, что животные имеют право на собственный голос, к слову, первый альбом коллектива в переводе на русский язык так и называется — «Теперь звери имеют голос». Также музыканты выступают против покупки домашних питомцев в зоомагазинах и призывают брать их из специальных приютов.

## Дискография
Во время своей творческой активности коллектив был подписан на лейбл War Torn Records и записал три релиза, включая сплит с Hatebeak (группа с жако на вокале) и 7" сплит с дэт-метал-группой Cattle Decapitation.
- Now the Animals Have a Voice[англ.], альбом (2004)
- Caninus/Hatebeak, сплит (2005)
- Cattle Decapitation/Caninus[англ.], сплит (2005)